# Masters de Indian Wells 2006

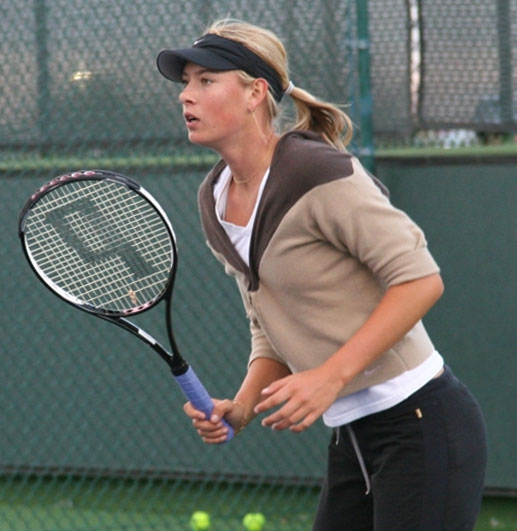
Foto de María Sharápova, jugadora de tenis profesional.

El 2006 Pacific Life Open fue la 30.ª edición del Masters de Indian Wells, un circuito conjunto del ATP Tour y del WTA Tour. Se llevó a cabo en las canchas duras del Indian Wells Tennis Garden en Indian Wells, en California (Estados Unidos), entre el 6 y el 19 marzo de ese año.

## Ganadores

### Individual masculino
Roger Federer venció a  James Blake, 7-5,6-3,6-0

### Individual femenino
María Sharápova venció a  Yelena Deméntieva, 6-1, 6-2

### Dobles masculino
Mark Knowles /  Daniel Nestor vencieron a  Bob Bryan /  Mike Bryan, 6-2, 7-5

### Dobles femenino
Lisa Raymond /  Samantha Stosur vencieron a  Virginia Ruano Pascual /  Meghann Shaughnessy, 6-2, 7-5